# Tropidosteptes ygdrasilis
Tropidosteptes ygdrasilis är en insektsart som beskrevs av Bliven 1973. Tropidosteptes ygdrasilis ingår i släktet Tropidosteptes och familjen ängsskinnbaggar. Inga underarter finns listade i Catalogue of Life.